# Jean-Phillippe Daurelle
Jean-Philippe Daurelle, född den 28 december 1963 i Antony, Frankrike, är en fransk fäktare som tog OS-brons i herrarnas lagtävling i sabel i samband med de olympiska fäktningstävlingarna 1992 i Barcelona.